# Туристичка организација „Тара-Дрина” Бајина Башта
| Туристичка организација „Тара-Дрина” Бајина Башта |                                                    |
|                                                   |                                                    |
|                                                   |                                                    |
| Оснивач:                                          | Општина Бајина Башта                               |
| Основана:                                         | 2001.                                              |
| Седиште:                                          | Кнеза Милана Обреновића 34/2 · Бајина Башта Србија |
| Директор:'                                        |                                                    |
| Веб презентација                                  | Званична презентација                              |

Туристичка организација „Тара-Дрина” Бајина Башта је установа основана 2001. године од стране Скупштине општине Бајина Башта, под називом Спортско туристички центар „Бајина Башта”. Установа је основана за комплетирање, одржавање и експлоатацију спортско-рекреативног центра „Браћа Милутиновић” у Бајиној Башти, градске плаже на излетишту Рача, плаже на вештачком језеру ХЕ „Бајина Башта” и извршавање послова туристичке организације Општине. Спортско туристички центар основан је са задатком стварања услова за постављање туризма на позиције водеће и најперспективније привредне гране у општини Бајина Башта.

## Туристички информативни центар
У оквиру центра функционише Туристички информативни центар са сувенирницом, који је намењен за прихват туриста, пружање бесплатних информација, прикупљање података за потребе информисања, упознавање туриста са квалитетом туристичке понуде, упознавање надлежних органа са притужбама, организацију продаје локалних производа и сувенира, промоцију манифестација као и све друге послове који су интересу развоја туризма у Бајиној Башти. 

## Манифестације
Установа организује већи број манифестација у току године, а у значајном броју њих пружа подршку приликом организације истих. Свакако најпознатија манифестација који организује је Дринска регата која се преко две деценије организује у Бајиној Башти. То је једна од напознатијих и најпосећенијих манифестација у Србији која је у 2016. години проглашена за најбољу туристичку манифестацију у земљи.